# Rio dos Índios
Rio dos Índios es un municipio brasileño del estado de Rio Grande do Sul.
Su población estimada para el año 2004 era de 4.220 habitantes. Es bañado por las aguas del río Uruguay, que hace de frontera fluvial con el estado de Santa Catarina.
- Datos: Q1758315
- Multimedia: Rio dos Índios / Q1758315